# Argentinsk horngroda
Argentinsk horngroda (Ceratophrys ornata) är en groda som tillhör familjen Ceratophryidae och finns i mellersta Sydamerika. 

## Utseende
Vuxna grodor har en vanligtvis grön ovansida, även om brunaktiga färger också förekommer. Ovansidan har stora, symmetriska fält i mörkare färg. Medellängden är omkring 9 cm, hanar något mindre än honor. Huvudet är stort, och domineras av den mycket breda munnen. Ovanför ögonen har den två spetsiga, hornliknande utväxter.

## Utbredning
Grodan finns i sydöstligaste hörnet av Brasilien, norra till centrala Argentina och södra samt östra Uruguay.

## Vanor
Den argentinska horngrodan är marklevande och finns på grässlätter nära vattensamlingar, i diken och på bevattnad åkermark. Den tar framför allt sina byten från bakhåll, där den sitter och väntar på förbipasserande bytesdjur. Dessa är i synnerhet andra grodor, större insekter och smådäggdjur. Under torrtiden gräver grodan ner sig i jorden, där den skyddas i en kokong av ömsad hud. När det åter blir fuktigare, bryter sig grodan ut ur kokongen, som den äter upp. Äggen läggs i tillfälliga vattensamlingar under regntiden, där de sjunker till botten.

## Status
Arten är klassificerad som missgynnad ("NT") av IUCN, och populationen minskar. Främsta hoten är jordbruk, både nyodling och föroreningar, industriella och andra utsläpp, samt byggnation. Insamling av den vuxna grodan som sällskapsdjur, och av äggen för vetenskaplig forskning, inverkar också menligt på arten. Dessutom är den utsatt för förföljelse på grund av den felaktiga uppfattningen att den skulle vara giftig.